# Simning vid olympiska sommarspelen 1972

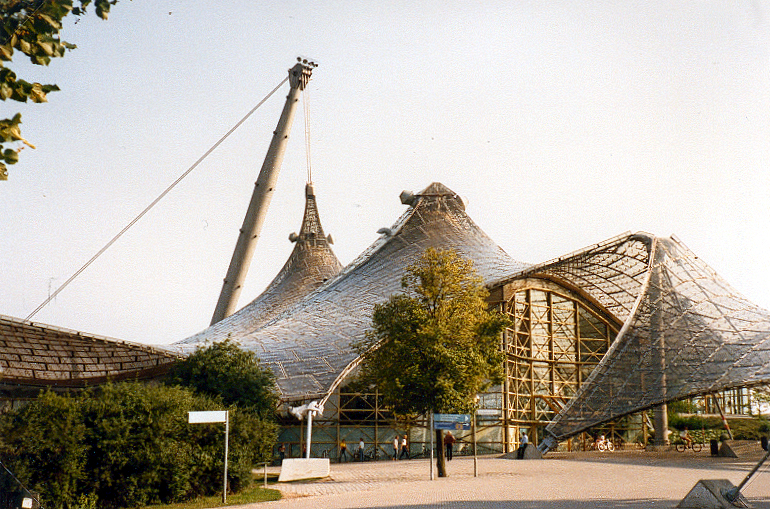
Simhallen utifrån.

Simningen vid olympiska sommarspelen 1972 i München bestod av 29 grenar, 15 för män och 14 för kvinnor, och hölls mellan den 28 augusti och 4 september 1972 i Olympia Schwimmhalle. Antalet deltagare var 532 tävlande från 52 länder.

## Medaljfördelning
| Pl. | Nation         | Guld | Silver | Brons | Totalt |
| --- | -------------- | ---- | ------ | ----- | ------ |
| 1   | USA            | 17   | 14     | 12    | 43     |
| 2   | Australien     | 6    | 2      | 2     | 10     |
| 3   | Östtyskland    | 2    | 5      | 2     | 9      |
| 4   | Japan          | 2    | 0      | 1     | 3      |
| 5   | Sverige        | 2    | 0      | 0     | 2      |
| 6   | Sovjetunionen  | 0    | 2      | 3     | 5      |
| 7   | Kanada         | 0    | 2      | 2     | 4      |
| 8   | Västtyskland   | 0    | 1      | 3     | 4      |
| 9   | Italien        | 0    | 1      | 2     | 3      |
| 9   | Ungern         | 0    | 1      | 2     | 3      |
| 11  | Storbritannien | 0    | 1      | 0     | 1      |

## Medaljörer

### Damer
| Gren                         | Guld                                                            | Silver                                                                  | Brons                                                                        |
| 100 m frisim Detaljer...     | Sandy Neilson USA                                               | Shirley Babashoff USA                                                   | Shane Gould Australien                                                       |
| 200 m frisim Detaljer...     | Shane Gould Australien                                          | Shirley Babashoff USA                                                   | Keena Rothhammer USA                                                         |
| 400 m frisim Detaljer...     | Shane Gould Australien                                          | Novella Calligaris Italien                                              | Gudrun Wegner Östtyskland                                                    |
| 800 m frisim Detaljer...     | Keena Rothhammer USA                                            | Shane Gould Australien                                                  | Novella Calligaris Italien                                                   |
| 100 m ryggsim Detaljer...    | Melissa Belote USA                                              | Andrea Gyarmati Ungern                                                  | Susan Atwood USA                                                             |
| 200 m ryggsim Detaljer...    | Melissa Belote USA                                              | Susan Atwood USA                                                        | Donna Gurr Kanada                                                            |
| 100 m bröstsim Detaljer...   | Catherine Carr USA                                              | Galina Prozumensjtjikova Sovjetunionen                                  | Beverley Whitfield Australien                                                |
| 200 m bröstsim Detaljer...   | Beverley Whitfield Australien                                   | Dana Schoenfield USA                                                    | Galina Prozumensjtjikova Sovjetunionen                                       |
| 100 m fjäril Detaljer...     | Mayumi Aoki Japan                                               | Roswitha Beier Östtyskland                                              | Andrea Gyarmati Ungern                                                       |
| 200 m fjäril Detaljer...     | Karen Moe USA                                                   | Lynn Colella USA                                                        | Ellie Daniel USA                                                             |
| 200 m medley Detaljer...     | Shane Gould Australien                                          | Kornelia Ender Östtyskland                                              | Lynn Vidali USA                                                              |
| 400 m medley Detaljer...     | Gail Neall Australien                                           | Leslie Cliff Kanada                                                     | Novella Calligaris Italien                                                   |
| 4 x 100 m frisim Detaljer... | USA Shirley Babashoff Jane Barkman Jennifer Kemp Sandy Neilson  | Östtyskland Andrea Eife Kornelia Ender Elke Sehmisch Gabriele Wetzko    | Västtyskland Gudrun Beckmann Heidemarie Reineck Angela Steinbach Jutta Weber |
| 4 x 100 m medley Detaljer... | USA Melissa Belote Catherine Carr Deena Deardurff Sandy Neilson | Östtyskland Christine Herbst Renate Vogel Roswitha Beier Kornelia Ender | Västtyskland Gudrun Beckmann Vreni Eberle Silke Pielen Heidemarie Reineck    |

### Herrar
| Gren                         | Guld                                                     | Silver                                                                     | Brons                                                                         |
| 100 m frisim Detaljer...     | Mark Spitz USA                                           | Jerry Heidenreich USA                                                      | Vladimir Bure Sovjetunionen                                                   |
| 200 m frisim Detaljer...     | Mark Spitz USA                                           | Steve Genter USA                                                           | Werner Lampe Västtyskland                                                     |
| 400 m frisim Detaljer...     | Brad Cooper Australien                                   | Steve Genter USA                                                           | Tom McBreen USA                                                               |
| 1500 m frisim Detaljer...    | Mike Burton USA                                          | Graham Windeatt Australien                                                 | Douglas Northway USA                                                          |
| 100 m ryggsim Detaljer...    | Roland Matthes Östtyskland                               | Mike Stamm USA                                                             | John Murphy USA                                                               |
| 200 m ryggsim Detaljer...    | Roland Matthes Östtyskland                               | Mike Stamm USA                                                             | Mitchell Ivey USA                                                             |
| 100 m bröstsim Detaljer...   | Nobutaka Taguchi Japan                                   | Tom Bruce USA                                                              | John Hencken USA                                                              |
| 200 m bröstsim Detaljer...   | John Hencken USA                                         | David Wilkie Storbritannien                                                | Nobutaka Taguchi Japan                                                        |
| 100 m fjäril Detaljer...     | Mark Spitz USA                                           | Bruce Robertson Kanada                                                     | Jerry Heidenreich USA                                                         |
| 200 m fjäril Detaljer...     | Mark Spitz USA                                           | Gary Hall USA                                                              | Robin Backhaus USA                                                            |
| 200 m medley Detaljer...     | Gunnar Larsson Sverige                                   | Tim McKee USA                                                              | Steve Furniss USA                                                             |
| 400 m medley Detaljer...     | Gunnar Larsson Sverige                                   | Tim McKee USA                                                              | András Hargitay Ungern                                                        |
| 4 x 100 m frisim Detaljer... | USA David Edgar John Murphy Jerry Heidenreich Mark Spitz | Sovjetunionen Vladimir Bure Viktor Mazanov Viktor Aboimov Igor Grivennikov | Östtyskland Roland Matthes Wilfried Hartung Peter Bruch Lutz Unger            |
| 4 x 200 m frisim Detaljer... | USA John Kinsella Fred Tyler Steve Genter Mark Spitz     | Västtyskland Klaus Steinbach Werner Lampe Hans Vosseler Hans Fassnacht     | Sovjetunionen Igor Grivennikov Viktor Mazanov Georgijs Kuļikovs Vladimir Bure |
| 4 x 100 m medley Detaljer... | USA Mike Stamm Tom Bruce Mark Spitz Jerry Heidenreich    | Östtyskland Roland Matthes Klaus Katzur Hartmut Flöckner Lutz Unger        | Kanada Erik Fish William Mahony Bruce Robertson Robert Kasting                |